# 이동현 (1979년)
이동현(李東鉉, 1979년 11월 15일 ~ )은 KBO 리그 전 한화 이글스의 투수이다.
150 km 정도의 빠른 공을 던지는 강속구 투수로, 2005년에는 KIA 타이거즈의 올스타전 후보에 올라가기도 하였다. 단국대학교 재학 중 2학년을 마치고 잠시 상무에 입대하여 군 복무를 마쳤다. 졸업한 후 KIA 타이거즈에 입단했다. 2010년 6월 8일 3:3 트레이드를 통해 한화 이글스에 이적했으나 딱히 활약을 보이지 못하고 2011년 시즌 도중 방출되었다.

## 출신 학교
- 서울봉천초등학교
- 서울 강남중학교
- 청주기계공업고등학교
- 단국대학교